# Borinquenula
Borinquenula is een geslacht van rechtvleugeligen uit de familie sabelsprinkhanen (Tettigoniidae). De wetenschappelijke naam van dit geslacht is voor het eerst geldig gepubliceerd in 1972 door Walker & Gurney.

## Soorten
Het geslacht Borinquenula omvat de volgende soorten:
- Borinquenula caritensis Walker & Gurney, 1972
- Borinquenula martorelli Walker & Gurney, 1972
- Borinquenula minor Walker & Gurney, 1972